# Covington (Georgia)
Covington è una città degli Stati Uniti d'America, capoluogo della contea di Newton nella Georgia. Secondo il censimento del 2021 la popolazione è di 14 391 abitanti.

## Geografia fisica
Covington occupa un'area totale di 35.9 km², di cui 35.6 di terra, e 0.3 di acqua.

## Società

### Evoluzione demografica
Al censimento del 2000, risultarono 11 547 abitanti, 4 261 nuclei familiari e 1 906 famiglie residenti in città. Ci sono 4 542 alloggi con una densità di 127,4/km². La composizione etnica del villaggio è 52,55% bianchi, 45,54% neri o afroamericani, 0,18% nativi americani, 0,55% asiatici, 0,04% originari delle isole del Pacifico, 0,94% di altre razze e 2,87% ispanici e latino-americani. Dei 4 261 nuclei familiari il 31,4% ha figli di età inferiore ai 18 anni che vivono in casa, 40,0% sono coppie sposate che vivono assieme, 23,6% è composto da donne con marito assente, e il 31,8% sono non-famiglie. Il 26,82% di tutti i nuclei familiari è composto da singoli 12,6% da singoli con più 65 anni di età. La dimensione media di un nucleo familiare è di 2,62 mentre la dimensione media di una famiglia è di 3,19. La suddivisione della popolazione per fasce d'età è la seguente: 27,5% sotto i 18 anni, 9,1% dai 18 ai 24, 27.7% dai 25 ai 44, 20,7% dai 45 ai 64, e il 15,0% oltre 65 anni. L'età media è di 35,3 anni. Per ogni 100 donne ci sono 88,5 maschi. Per ogni 100 donne sopra i 18 anni, ci sono 80,7 maschi. Il reddito medio di un nucleo familiare è di $31 977 mentre per le famiglie è di $36 408. Gli uomini hanno un reddito medio di $29 622 contro $33 339 delle donne. Il reddito pro capite della città è di $15 554. Circa il 14,8% delle famiglie e il 19,6% della popolazione è sotto la soglia della povertà. Sul totale della popolazione il 33,7% dei minori di 18 anni e il 12,8% di chi ha più di 65 anni vive sotto la soglia della povertà.
perfetta ,

## Educazione

### Scuole pubbliche
Covington si serve del sistema scolastico della Contea di Newton

### Scuole private
- Grace Christian Acad
- Montessori School of Covington
- Providence Christian Academy
- Peachtree Academy
- Covington Academy

### Scuole superiori
- Dekalb Technical College-Covington Campus
- Georgia Perimeter College- Newton County Campus
- Mystic Falls High School
- Emory University-Oxford

## Cultura

### Eventi turistici
- Gaither's Plantation Fall Festival
- The Satsuki Garden Club organizza tour nelle case storiche di Covington ogni Natale

### Media
I primi 5 episodi della 1ª stagione della serie televisiva Hazzard sono stati girati a Covington.
La serie televisiva The Vampire Diaries è stata girata interamente a Covington.

## Governo

### Amministrazione locale
Sindaco: Ronnie Johnston; Consiglieri: Keith Dalton, Ocie Franklin, Janet Goodman, Chris Smith, W. Michael Whatley, Hawnethia Willia